# HOMO/LUMO
HOMO/LUMO су акроним и за највишу заузету  молекулску орбиталу (енгл. highest occupied molecular orbital) и најнижу незаузета молекулску орбиталу (енгл. lowest unoccupied molecular orbital). Енергетска разлика између HOMO и LUMO се назива HOMO-LUMO размак. HOMO и лумо се понекад називају граничним орбиталама.
У органометалној хемији, величина LUMO режња може да помогне у предвиђању места на коме долази до адиције пи лиганда.

## SOMO
SOMO је појединачно заузета молекулска орбитала (енгл. singly occupied molecular orbital), као што је полупопуњена HOMO  радикала.